# دئوکسی‌آدنوزین
داکسی‌آدنوزین (به انگلیسی: Deoxyadenosine) با فرمول شیمیایی C۱۰H۱۳N۵O۳ یک ترکیب شیمیایی با شناسه پاب‌کم ۶۳۶ است؛ که جرم مولی آن ۲۵۱٫۲۴۱۹۲ g/mol می‌باشد. این ترکیب از پیوند باز نوکلئوتیدی آدنوزین با قند دئوکسی‌ریبوز تولید می‌شود.